# Ctenomys bonettoi
Espèce
Statut de conservation UICN

 EN B1ab(i,ii,iii) : En danger

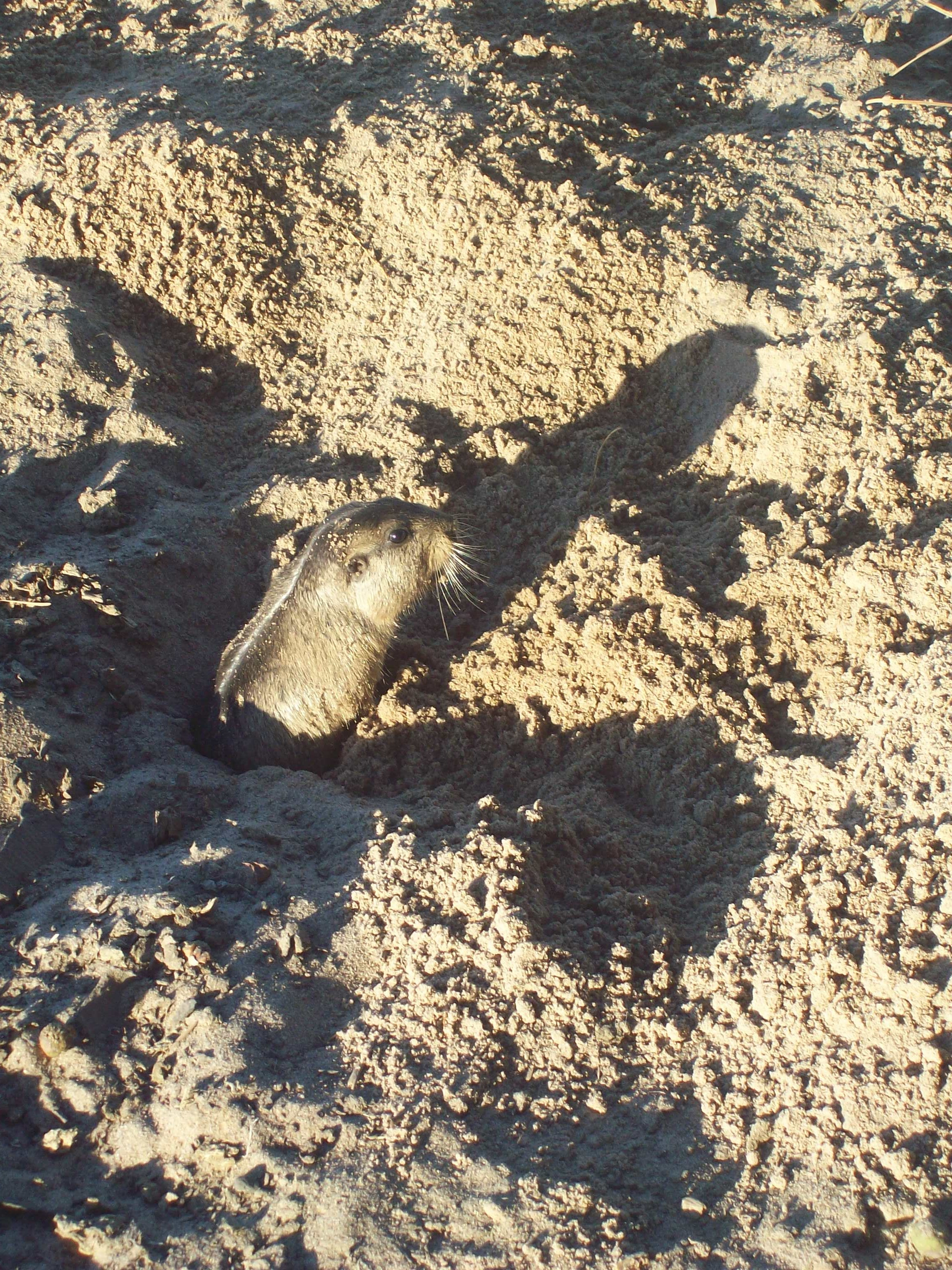

Ctenomys bonettoi est une espèce de rongeurs de la famille des Ctenomyidae. Comme les autres membres du genre Ctenomys, appelés localement des tuco-tucos, c'est un petit mammifère d'Amérique du Sud bâti pour creuser des terriers. Ce rongeur est endémique d'Argentine où il est considéré comme étant en danger de disparition par l'UICN.
L'espèce a été décrite pour la première fois en 1982 par le zoologiste argentin Julio Rafael Contreras et Licia Mónica Berry.